# Lapara bombycoides
Lapara bombycoides ist ein Schmetterling (Nachtfalter) aus der Familie der Schwärmer (Sphingidae). Er besiedelt weite Teile des östlichen Nordamerikas und hat das größte Verbreitungsgebiet von allen Arten der Gattung Lapara. In weiten Teiles dieses Areals ist er auch die einzige vorkommende Lapara-Art.

## Merkmale
Die Falter haben eine Vorderflügellänge von 21 bis 29 Millimetern. Sie sehen Lapara coniferarum sehr ähnlich und sind schwer von dieser Art zu unterscheiden. Frische Exemplare der ähnlichen Art haben auf den Oberseiten der Vorderflügel eine einheitlich graue Farbe, die durch eine weiße Beschuppung und etwas durch zarte Flecke aufgehellt ist, wohingegen Lapara bombycoides eine deutlich gescheckte Färbung aus Grau, Braun und Weiß aufweist. Die Flügelunterseiten der ähnlichen Art haben entweder gar keine oder nur extrem schwach ausgebildete schräge Binden, wohingegen Lapara bombycoides auf der Unterseite beider Flügelpaare ziemlich deutliche weiße Binden trägt.  Die Oberseite der Hinterflügel ist einfarbig braungrau ohne Musterung. Lapara phaeobrachycerous ist eher dunkler gefärbt und hat kürzere Fühler. Außerdem ist die Musterung auf den Flügeln dieser Art noch weniger ausgeprägt als bei Lapara coniferarum.
Der Unterschied zwischen Männchen und Weibchen beim Kontrast der Musterung auf den Vorderflügeln ist bei Lapara bombycoides nicht so deutlich ausgeprägt wie bei Lapara coniferarum. Die meisten Individuen haben die typische, deutlich kontrastierte Musterung, es gibt jedoch auch Exemplare, bei denen die Musterung nur sehr schwach ausgeprägt ist. Bei Tieren aus dem Norden des Verbreitungsgebietes scheinen die Vorderflügel tendenziell mehr Braunanteile zu besitzen als bei Tieren aus dem Süden.
Die Raupen sind typischerweise grün und haben weiße bis gelbliche subdorsale, spiraculare und subspiraculare Längslinien. Wie auch die Falter sehen sie den Raupen von Lapara coniferarum ähnlich. Die Längslinien können bei beiden Arten von weiß bis gelblich variieren. Auch die Intensität der rötlich braunen Flecke am Rücken und um die Stigmen ist bei beiden Arten variabel. Ausgewachsene Raupen von Lapara coniferarum haben offenbar meistens orangefarbene Thorakalbeine, wohingegen Lapara bombycoides grüne Thorakalbeine hat.
Die glatten, nahezu schwarzen und langgestreckten Puppen der Gattung Lapara können nicht auf Artebene unterschieden werden.

## Vorkommen
Die Art kommt im Osten der Vereinigten Staaten von New England, New York, Pennsylvania und New Jersey vor. Sie fehlt in der Coastal Plain der weiter südlich gelegenen Staaten an der Atlantikküste, ihre Verbreitung erstreckt sich jedoch in einer fingerförmigen Ausbuchtung im Landesinneren bis in die Appalachen, wo sie südlich zumindest bis zum Fontana Dam im Graham County in North Carolina und dem Vogel State Park im Union County im äußersten Nordosten von Georgia nachgewiesen ist. Ob die Art auch isoliert in Florida vorkommt, wie von manchen Autoren behauptet wird, ist fraglich. Die Art tritt in einer zweiten, nördlichen Ausdehnung des Verbreitungsgebietes um die Großen Seen auf. Sie kommt dort in Michigan, dem äußersten Nordwesten Indianas und in großen Teilen Wisconsins und Minnesotas auf. Im Norden tritt die Art bis nach Kanada auf, wo sie im Osten von Prince Edward Island, Nova Scotia und New Brunswick über das südliche Drittel Québecs und weite Teile Ontarios, westlich bis nördlich nach Zentralmanitoba und -saskatchewan vorkommt. Außerdem gibt es neuere Nachweise von Fort Chipewyan und Fort McMurray im Nordosten Albertas, die die Kenntnis über das Verbreitungsgebiet deutlich erweitert haben.
Die Art besiedelt in den meisten Teilen ihres nördlichen Verbreitungsgebietes sandige Pine-Barrens-Lebensräume. In den Appalachen ist sie an Laubwälder höherer Lagen mit vereinzeltem Kiefernbewuchs gebunden.

## Lebensweise
Die Imagines sind nicht beim Blütenbesuch beobachtet worden. Die Männchen fliegen häufig künstliche Lichtquellen an, Weibchen findet man dort selten.

### Flugzeiten
Im nördlichen Teil ihres Verbreitungsgebietes tritt die Art eindeutig in einer Generation pro Jahr von Ende Mai bis Anfang Juli auf. Weiter südlich in den Appalachen scheint das Auftreten ebenso in diesem Zeitraum stattzufinden, die Forschungslage ist hier jedoch noch ungenügend.

### Nahrung der Raupen
Die Raupen sind überwiegend an Banks-Kiefer (Pinus banksiana), Weymouth-Kiefer (Pinus strobus) und Amerikanischer Rot-Kiefer (Pinus resinosa) nachgewiesen. Man findet sie aber auch an anderen Kiefern und gelegentlich sogar an Ostamerikanischer Lärche (Larix laricina).

## Entwicklung
Die Weibchen legen ihre kleinen grünlichen Eier einzeln oder Paarweise an den Nadeln der Raupennahrungspflanzen ab. Die Raupen schlüpfen nach acht bis zehn Tagen. Die Verpuppung erfolgt in einer knapp unter der Erdoberfläche angelegten Kammer, die ein wenig durch Seidenfäden verstärkt wird. Bei Untersuchungen fand man die Kammer häufig unter Moospolstern.

## Belege